# Park Jung-bae
Park Jung-bae (19 lutego 1967) - były południowokoreański piłkarz występujący na pozycji obrońcy.

## Kariera klubowa
Park Jung-bae jest wychowankiem klubu LG Cheetahs. W pierwszej drużynie grał tu od 1990 roku. Już w pierwszym sezonie wywalczył z tym zespołem mistrzostwo Korei Południowej. W styczniu 1994 trafił do Daewoo Royals. Po trzech sezonach odszedł do drużyny Ulsan Hyundai Horang-i. Tutaj największym jego sukcesem był triumf w Pucharze K-League i wicemistrzostwo kraju oraz drugie miejsce w Pucharze Korei Południowej.
W 1999 roku Park zakończył profesjonalną karierę piłkarską.

## Kariera reprezentacyjna
Park Jung-bae jest 36-krotnym reprezentantem Korei Południowej. W drużynie narodowej strzelił 2 gole. Został powołany na Mistrzostwa Świata 1994 w Stanach Zjednoczonych. Grając z numerem 5 na koszulce pojawił się na boisku we wszystkich meczach grupowych: z Hiszpanią (2:2), Boliwią (0:0 i żółta kartka) i Niemcami (2:3). Zgromadzone przez jego zespół dwa punkty nie wystarczyły jednak do wyjścia z grupy i Korea zakończyła turniej po fazie grupowej.

### Statystyki reprezentacyjne
| Reprezentacja    | Rok  | Mecze | Gole |
| ---------------- | ---- | ----- | ---- |
| Korea Południowa | 1996 | 4     | 0    |
| Korea Południowa | 1995 | 0     | 0    |
| Korea Południowa | 1994 | 6     | 0    |
| Korea Południowa | 1993 | 19    | 2    |
| Korea Południowa | 1992 | 2     | 0    |
| Korea Południowa | 1991 | 5     | 0    |

Ostatnia aktualizacja: 5 czerwca 2010.

## Sukcesy

### LG Cheetahs
- Zwycięstwo
  - K-League: 1990
- Drugie miejsce
  - Puchar K-League: 1992
  - K-League: 1993

### Ulsan Hyundai
- Zwycięstwo
  - Puchar K-League: 1998
- Drugie miejsce
  - K-League: 1998
  - Puchar Korei Południowej: 1998